# مستشفى بينظير بوتو
مستشفى بينظير بوتو (بالأردية: بینظیر بھٹو ہسپتال)، والمعروف أيضًا باسم مستشفى راولبندي العام، هو مستشفى تعليمي يقع على طريق موري، راولبندي، باكستان. وهو مستشفى تعليمي كبير يقدم التخصصات الأساسية بالإضافة إلى الطب النفسي وجراحة العظام وجراحة المسالك البولية وأمراض القلب. وهو مرتبط بجامعة راولبندي الطبية.
تم الاعتراف بالمستشفى من قبل لجنة الرعاية الصحية في بنجاب في عام 2022.
وهو المكان الذي توفي فيه لياقت علي خان في 16 أكتوبر 1951، كما توفيت فيه بينظير بوتو في 27 ديسمبر 2007. كان كلاهما رئيس وزراء باكستان؛ وكلاهما اغتيل في لياقت باغ الوطني؛ وتم علاجهما في المستشفى من قبل طبيبين يُدعيان خان، وهما أب وابنه.